# Mickaël Ladhuie
Mickaël Ladhuie, nascut el 4 de febrer de 1982 a Tolosa de Llenguadoc, és un jugador de rugbi a XV francès que ocupa la posició de taloner en el si de l'efectiu de l'USAP de Perpinyà.

## Equips
- USOS Colomiers
- 2005-2007 : SC Albi
- 2007-2008 :USAP (Perpinyà)
- des de 2008 : Montpellier Hérault rugby

## Palmarès
Vencedor de les fases finals del campionat de França Pro D2 : 2006